# Jean van der Plasch
Jean van der Plasch, né le 4 octobre 1275 et décédé le 4 novembre 1312, est un enfant naturel de Jean Ier de Brabant. Il épouse Marguerite de Wedergraete. Il fut gouverneur de Den Bosch.

## Ascendance de Jean
| Jean van der Plasch | Père : Jean Ier de Brabant, dit le Victorieux ° 1254 † 3 mai 1294 à Baerle-Duc duc de Brabant duc de Limbourg | Grand-père paternel : Henri III de Brabant, duc de Brabant, dit le Débonnaire ° 1231 † 28 fév. 1261 à Louvain | Père du grand-père paternel : Henri II, duc de Brabant ° 1207 † 1 fév. 1248 à Louvain                        |
| Jean van der Plasch | Père : Jean Ier de Brabant, dit le Victorieux ° 1254 † 3 mai 1294 à Baerle-Duc duc de Brabant duc de Limbourg | Grand-père paternel : Henri III de Brabant, duc de Brabant, dit le Débonnaire ° 1231 † 28 fév. 1261 à Louvain | Mère du grand-père paternel : Marie de Hohenstaufen de Souabe, princesse d'Allemagne ° 1201 † 1235 à Louvain |
| Jean van der Plasch | Père : Jean Ier de Brabant, dit le Victorieux ° 1254 † 3 mai 1294 à Baerle-Duc duc de Brabant duc de Limbourg | Grand-mère paternelle : Adélaïde de Bourgogne ° 1233 † 23 oct. 1273                                           | Père de la grand-mère paternelle : Hugues IV, duc de Bourgogne ° 9 mars 1213 † 27 déc. 1272                  |
| Jean van der Plasch | Père : Jean Ier de Brabant, dit le Victorieux ° 1254 † 3 mai 1294 à Baerle-Duc duc de Brabant duc de Limbourg | Grand-mère paternelle : Adélaïde de Bourgogne ° 1233 † 23 oct. 1273                                           | Mère de la grand-mère paternelle : Yolande de Dreux, comtesse d'Auxonne ° 1212 † 30 oct. 1248                |
| Jean van der Plasch | Mère : N (Aleide) ?) de Meeuwe                                                                                | . | . |
| Jean van der Plasch | Mère : N (Aleide) ?) de Meeuwe                                                                                | . | . |
| Jean van der Plasch | Mère : N (Aleide) ?) de Meeuwe                                                                                | . | . |
| Jean van der Plasch | Mère : N (Aleide) ?) de Meeuwe                                                                                | . | . |